# Juan Silveira dos Santos
Juan Silveira dos Santos (phát âm tiếng Bồ Đào Nha: [huˈɐ̃ siɫˈvejɾɐ dus ˈsɐ̃tus]; sinh ngày 1 tháng 2 năm 1979 tại Rio de Janeiro), thường được gọi là Juan, là một cầu thủ bóng đá đã giải nghệ người Brasil thi đấu ở vị trí trung vệ.
Sau khi bắt đầu sự nghiệp với Flamengo, anh đã dành một thập kỷ chơi bóng ở châu Âu để phục vụ cho Bayer Leverkusen và Roma trước khi trở lại Brasil với Internacional vào năm 2012.